# 春本富士夫
春本 富士夫（はるもと ふじお、1912年6月2日 - 2001年2月19日）は、日本の新派俳優。本名は井上 喜吉（いのうえ よしきち）。子役時代は市川 小蝦（いちかわ こえび）、井上 潔（いのうえ きよし）、青年時代はマキノ 潔（まきの きよし）、のちに春本 喜好（はるもと きよし）、春本 富士夫（はるもと ふじお）、春本 泰男（はるもと やすお）と改名を重ねた。
大阪府大阪市出身。新派の名脇役で、子役時代から120本以上の映画に出演し映画俳優としても活躍した。子に六代目尾上松助と大谷桂三が、孫に二代目尾上松也と春本由香がいる。

## 来歴
1912年（明治45年）6月2日、大阪市に生まれる。幼くして市川蝦四郎に入門、子役として初舞台を踏む。1920年（大正9年）9月、市川姉蔵とともに、8歳で日活関西撮影所に入社、「市川小蝦」を名乗る。
当時の関西撮影所長・牧野省三は姉蔵を尾上松之助に並ぶスターに育てようと目論んでいたが、1921年（大正10年）4月、姉蔵は急死する。牧野はこれを機に日活を退社して、同年6月、「牧野教育映画製作所」を設立、9歳の小蝦はこれに参加する。主演作『豪傑の一夜』（1922年）などに出演する。
1923年（大正12年）6月、同社のマキノ映画製作所への改組にあたり、旧劇（時代劇）では小蝦、新劇（現代劇）では「井上潔」を名乗ることになる。同年6月1日の設立第1作の市川幡谷・片岡市太郎主演の時代劇『弥次と北八 第一篇』、翌週公開の『弥次と北八 第二篇』では小蝦、さらに翌週の6月15日公開の衣笠貞之助監督の現代劇『彼の山越えて』では「井上潔」とつかいわけた。同年11月30日公開の寿々喜多呂九平脚本、沼田紅緑監督の『小雀峠』では小蝦名で主役を務めた。同年末公開の時代劇『或る日の大石』以降は、「井上潔」に一本化した。
1924年（大正13年）7月のマキノ映画製作所の東亜キネマへの合併後も、1925年（大正14年）6月のマキノ・プロダクション設立後も牧野のもとを離れず、1927年（昭和2年）、牧野から「マキノ潔」を命名され、同年の中島宝三監督の『万花地獄』以降、同名を名乗る。翌1928年（昭和3年）、マキノ登六らマキノ家に許されて「マキノ」姓を戴いた五人組で、「マキノ青年派」を結成し、その結成第1作『神州天馬侠 第一篇』は同年2月3日に公開され、同年中に全4作が製作された。
1929年（昭和4年）7月25日に恩師の牧野が死去。1931年（昭和6年）にマキノ・プロダクション解散後は、関西新派の梅野井秀男一座への参加を経て、花柳章太郎に入門。春本喜好の芸名を名乗る。1939年（昭和14年）には、松竹京都撮影所で溝口健二監督の『残菊物語』に「春本喜好」名で出演している。
第二次世界大戦後、1951年（昭和26年）に大映東京撮影所（のちの角川大映撮影所）に入社、「春本富士夫」を名乗る。同京都撮影所にも呼ばれ、1952年（昭和27年）の『大あばれ孫悟空』では三蔵法師を演じた。東京撮影所では、1956年（昭和31年）の石原慎太郎原作の『処刑の部屋』や溝口健二監督の遺作『赤線地帯』（1956年）にも出演している。1965年（昭和40年）の田中徳三監督の勝新太郎主演作『悪名無敵』に出演を最後に、翌年から「春本泰男」名で1967年まで現代劇に出演した。
その後は再び古巣である新派の舞台へと戻る。名脇役として、新派狂言の要のひとりとして晩年まで活躍を続けた。新派以外の商業演劇へも多数出演している。
2001年（平成13年）2月19日、転移性肝がんで死去した。88歳没。

## 出演

### 映画
- 豪傑の一夜　1922年　※「市川小蝦」名義、主演
- 弥次と北八 第一篇・第二篇　1923年　監督牧野省三、原作十返舎一九、主演市川幡谷、片岡市太郎　※「市川小蝦」名義
- 彼の山越えて　1923年　監督衣笠貞之助、原作・脚本志波西果　※「井上潔」名義
- 小雀峠　1923年　監督沼田紅緑、原作・脚本寿々喜多呂九平　※「市川小蝦」名義、主演
- 或る日の大石　1923年　総指揮・脚本牧野省三、監督沼田紅緑　※「井上潔」名義
- 万花地獄　1927年　監督中島宝三、原作吉川英治　※「マキノ潔」名義
- 神州天馬侠 第一篇　1928年　監督曾根純三、原作吉川英治、脚本椎名良太　※「マキノ潔」名義、主演
- 神州天馬侠 第二篇　1928年　監督曾根純三、原作吉川英治、脚本椎名良太　※「マキノ潔」名義、主演
- 神州天馬侠 第三篇　1928年　監督吉野二郎、原作吉川英治、脚本・撮影三木実　※「マキノ潔」名義、主演
- 神州天馬侠 第四篇　1928年　監督吉野二郎、原作吉川英治、脚本・撮影三木実　※「マキノ潔」名義、主演
- 残菊物語　1939年　監督溝口健二、原作村松梢風、脚本依田義賢、主演花柳章太郎　※「春本喜好」名義
- 大あばれ孫悟空　1952年　監督加戸敏、原案高桑義生、脚本八尋不二、主演坂東好太郎
- 処刑の部屋　1956年　監督市川崑、原作石原慎太郎、脚本和田夏十・長谷部慶治、主演川口浩、若尾文子
- 赤線地帯　1956年　監督溝口健二、脚本成沢昌茂、主演京マチ子、若尾文子
- 暖流　1957年　監督増村保造、原作岸田國士、脚本白坂依志夫、主演根上淳
- かげろう絵図　1959年　監督衣笠貞之助、原作松本清張、主演市川雷蔵
- 妖僧（1963年、大映）監督衣笠貞之助
- 悪名無敵　1965年　監督田中徳三、原作今東光、脚本依田義賢、主演勝新太郎
- 白い巨塔　1966年　監督山本薩夫、原作山崎豊子、脚本橋本忍、主演田宮二郎　※「春本泰男」名義
- とむらい師たち（1968年）